# アルトホルン
アルトホルン（alto horn）は、金管楽器の一種で、サクソルン属の楽器である。一般にE♭管で、バリトンを小さくしたような形状をしている。
サクソルン属の中音域を担当し、英国式ブラスバンドのようなブラスバンドにおいて使われる。B♭のコルネットより5度低く、バリトンよりも4度高い。
実際の名称や形状は国、メーカー、時代などによって違いがあるが、本記事では変ホ（E♭）のサクソルン属の金管楽器を総合的に記述する。

## 名称
イギリスではこの楽器はテナーホルン (テナーホーン、tenor horn) と呼ばれる。アメリカ合衆国や日本ではアルトホルン（アルトホーン）と呼ばれる。
サクソルン属の楽器の名称には、国と時代により非常に大きな混乱がある。古い時代のフランス、イギリス、アメリカ合衆国ではこの楽器をテナーと呼んでいた。しかし現在では、イギリス以外でテナーホルンと呼ぶと別の楽器を指すことが多い。
ドイツではこの音域の楽器をアルトホルン (ドイツ語: Althorn) と呼び、テナーホルン（テノールホルン）はそれより低いB♭管の楽器、すなわちイギリスでいうバリトンと同じ高さの楽器をいう。
メキシコの大衆音楽バンド (banda music) でも使われ、アルト、サクソル (saxor)、チャルチェタ (charcheta)、アルモニア (armonía)などの名称で呼ばれている:76。

## 楽器の構造
アルトホルンは移調楽器であり、実音は記譜よりも長6度低くなる。
サクソルン属の中音域を担当し、管長は約2メートルである。第2倍音はE♭3であり、3本ピストンの場合その増4度下のA2まで出すことができる（いずれも実音）。
バンドで実際によく使われる音域は実音でC3からC5まで（記譜上でA3からA5まで）である。ペダルトーンは滅多に使われない。使われる音域はフレンチホルンに近いが、管長はずっと短く、したがって低次の倍音が使用される。
もっとも一般的な形状はユーフォニアムを小型にしたようなものである。ベルは上を向き、通常3本のピストンを有する。
ドイツ、スイスあるいは東ヨーロッパのアルトホルンの形状にはさまざまなものがあり、コルネットのようにベルが前を向いたもの、ベルが上を向いたもの、楕円形に丸められたもの、より珍しいがフレンチホルン風の丸い形状のものの4種類に大別される。
アルトホルンとおおよそ同じ管長の金管楽器に、メロフォン、バストランペット、アルトトロンボーンがある。

## 楽器の使用

### 吹奏楽での使用
現在のイギリスの軍楽隊では使われない。しかし英国式ブラスバンドでは3本のテナーホルン（アルトホルン）が使われ、それぞれ「ソロ・ホルン」「第1ホルン」「第2ホルン」と呼ばれて重要な役割を果たす。
ヨーロッパ大陸ではフランス式編成の軍楽隊で使われ、この編成はイタリアでも使われた。しかしアメリカのジョン・フィリップ・スーザは、音が悪いとしてアルトホルンやバリトンのようなサクソルン属の楽器を削除または削減し、代わりにフレンチホルンを増やした。
戦前の日本の吹奏楽では標準的に使われていたが、昭和30年代になると編成に変化が生じ、アルトホルンにかわってメロフォンが使われるようになり、さらにフレンチホルンに置き換えられた。

### 管弦楽での使用
管弦楽曲でアルトホルンが使われることはほとんどない。ベルリオーズのオペラ『トロイアの人々』の初稿で使われたが（改訂版ではフレンチホルンに置きかえられた）、楽譜には「saxhorn tenor en Mi flat」と書かれている。ダンディの『鐘の歌』作品18では「saxhorn alto」と呼ばれている。

### ヒンデミットのソナタ
パウル・ヒンデミットは1940年代にアメリカ合衆国に滞在したが、1943年に『アルトホルン・ソナタ』を作曲している。ただし、1956年にショット社から出版された楽譜には、E♭アルトホルンのほかにフレンチホルン、アルトサクソフォーンでも代替できるように書かれており、現実の演奏ではアルトホルンを使って演奏されることは少ない。

## 製造メーカー
- ヤマハ
- ジュピター
- マルカート

## その他
現在のイタリアでは、アルトホルンはあまり使われないが、ウンベルト・エーコ『フーコーの振り子』の中でアルトホルンについて言及されている。